# Bronislaw Bronislawowitsch Malachowski

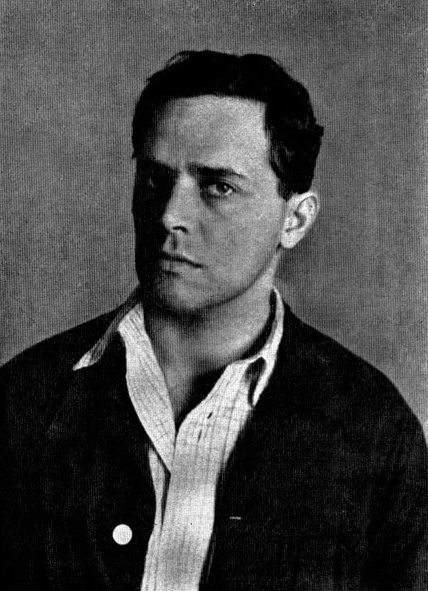
Bronislaw Malachowski (1936)

Bronislaw Bronislawowitsch Malachowski (russisch Бронислав Брониславович Малаховский; * 1902 in Sankt Petersburg; † 27. August 1937 ebenda) war ein sowjetischer Architekt, Karikaturist und Illustrator.
Er war ein Sohn des Ingenieurs Bronislaw Sigismundowitsch Malachowski (1867–1934). Sein Bruder Lew Bronislawowitsch Malachowski war ein Grafiker.
B. B. Malachowski veröffentlichte ab 1926 Zeichnungen in den Magazinen Бегемот, Смехач, Чудака und Пушки. 1937 wurde er Opfer der Stalinschen Säuberungen. Er hinterließ seine Frau Marija (eine Tochter des Theologen Walentin Alexandrowitsch Ternawzew), die Tochter Jekaterina sowie den Sohn Dmitri, der Geografie-Professor wurde und 2010 starb.